# Самоходни транспортер ракета
Самоходни транспортер ракета (акр. СТР) је врста војног возила које служи за транспорт, подизање и лансирање ракета. Најчешће се ради за ракетно-артиљеријске системе, тактичке и стратешке бојишне пројектиле (укључујући интерконтиненталне), али и за системе земља-ваздух (нпр. С-300 и МИМ-104 Патриот). Такође се израђује и за космичке ракете-носаче. Предност мобилног СТР-а у односу на класичне статичне лансере (рампе или силосе) је теже откривање од стране непријатеља што их чини врло захтевним метама за авијацију и крстареће ракете. На први поглед једноставан концепт СТР-а технолошки је изузетно сложен јер се возило мора прилагодити великој носивости (до 50 тона) и димензијама (до 20-ак m), мора имати моћан и поуздан хидраулични погон (што додатно повећава масу), па уз то мора бити израђен од ватросталних материјала који ће га при лансирању заштитити од млаза ракетног мотора. Из наведених разлога точакови се (као најосјетљивији део) пре лансирања морају облажити заштитом, како не би дошло до запаљења, док се други вид кретања може обављати помоћу гусеница. Сличне типови транспортним еректорним-лансерима су СТР-ар који уз три наведене функције додатно садрже и радар, као и СТР-Р који је без могућности подизања јер су ракете које су према проекту положене у коси/вертикални положај за лансирање (нпр. руски систем ТОР М1). У америчкој војној номенклатури за СТР се понекад користи и синоним МЕЛ (мобилни еректорни-лансер).

## Модели
- Кина ВС-51200
- СССР МАЗ-543
- СССР МАЗ-7917
- Русија МЗКТ-79221
- САД БГМ-109G

## Слике
- A Russian СА-12 СТР у покрету.
- A Russian SA-10 СТР у приптавности за лансирање.
- Француска Плутон у покрету.
- МКТЗ-79221
- MAZ-7917 СТР .
- ЗИЛ-135.
- МЛРС.
- С-300
- МАЗ7310
- Руски Топољ-М МЗКТ-79221